# Cáenchomrac Ua Baigill
Cáenchomrac Ua Baigill († 1106 in Armagh) war von 1099 bis zu seinem Tod Bischof von Armagh. Er war zwar von nobler Herkunft, aber er gehörte nicht dem Clann Sínaich an, die im Einklang mit dem irischen Recht die Kontrolle über die Kirche von Armagh ausübte und diese innerhalb der Familie weitergab. Entsprechend war Cáenchomrac nicht gleichzeitig Abt des Klosters am Bischofssitz und insbesondere trug er nicht den bedeutenden Titel eines Nachfolgers des heiligen Patrick.
Sein Amtsvorgänger war Mael Pátraic Mac Ermedach, der 1096 verstarb. Cáenchomrac selbst wurde erst am 29. Mai 1099 zum Bischof geweiht. Warum der Bischofssitz drei Jahre unbesetzt blieb, bleibt genauso unbekannt wie die Herkunft von Cáenchomrac. Es kann nur vermutet werden, dass er aus dem Kreis der Kleriker der Abtei kam. Domnall Mac Amalgada, der zu dieser Zeit bereits seit 1091 Abt und Nachfolger des Patrick war, konnte das Bischofsamt jedoch wegen der fehlenden Priesterweihe nicht selbst übernehmen. Domnall starb 1105, worauf sein Neffe Cellach Mac Aodh die Nachfolge übernahm, der anders als Domnall die Priesterweihe anstrebte und noch 1105 erhielt. Cáenchomracs Tod im darauffolgenden Jahr erlaubte dann Cellach, wieder beide Ämter in einer Person zu vereinen.

## Sekundärliteratur
- Marie Therese Flanagan: High-kings with opposition aus dem Band Prehistoric and Early Ireland aus der Reihe A New History of Ireland, ISBN 0-19-821737-4. (Auf der Seite 914 wird kurz auf die Ämtertrennung eingegangen und dabei wird der Name des Vorgängers von Cellach genannt. Die Schreibweise wurde von hier übernommen.)
- Gerhard B. Winkler geht in einer Fußnote (Nummer 70 auf Seite 601) in einer kommentierten Ausgabe zum Werk Vita Sancti Malachiae episcopi von Bernhard von Clairvaux (1990, ISBN 3-7022-1732-0) auf die Amtstrennung ein: Es wurde nicht als notwendig empfunden, dass der coarb-Abt zugleich Bischof werden sollte, solange ein Mitglied des Konvents die bischöfliche Würde besaß, um die Weihehandlung vornehmen zu können.

| Vorgänger                 | Amt                          | Nachfolger       |
| ------------------------- | ---------------------------- | ---------------- |
| Mael Pátraic Mac Ermedach | Bischof von Armagh 1099–1106 | Cellach Mac Aodh |

| Personendaten    | Personendaten          |
| ---------------- | ---------------------- |
| NAME             | Cáenchomrac Ua Baigill |
| KURZBESCHREIBUNG | Bischof von Armagh     |
| GEBURTSDATUM     | 11. Jahrhundert        |
| STERBEDATUM      | 1106                   |
| STERBEORT        | Armagh                 |